# ماري كيني أوسوليفان
ماري كيني أوسوليفان (8 يناير 1864-18 يناير 1943)، كانت واحدة من المنظمين في أوائل الحركة العمالية الأمريكية. تعلمت في وقت مبكر أهمية النقابات بسبب سوء المعاملة التي تلقتها في أول وظيفة لها في الخياطة. بعد أن عملت في مجال تجليد الكتب، انضمت إلى الاتحاد المحلي الفيدرالي للسيدات رقم 2703 ونظمت مجموعتها الخاصة من الداخل وهي، اتحاد تجليد الكتب للنساء رقم 1.
أصبح اتحاد تجليد الكتب النسائي الخاص بها فرعًا من الاتحاد الأمريكي للعمل (أفل) واستمرت لتعمل كمنظمة براتب كامل. على الرغم من أنها لم تشغل هذا المنصب لفترة طويلة، غير أنه يتم تذكرها كأول امرأة تعمل براتب كامل في أفل.
كانت عضوةً في حركة بيت مستوطنة جين أدامز، وانتقلت إلى هال هاوس في عام 1880. هناك شرعت في تنظيم عمل النساء والنوادي. في وقت لاحق من عام 1884، تزوجت من محرر ومنظم عمالي يدعى جون أوسوليفان في بوسطن. انتقلوا إلى دينيسون هاوس، وهو منزل مستوطنة حيث واصل أوسوليفان أداء تنظيم العمل. كانت هذه فرصة فريدة لها حيث كان من غير المألوف أن يدعم الأزواج عمل زوجاتهم. أنجبا 3 أطفال.
في عام 1903، فيما قد يكون أعظم إنجاز لها، أصبحت أوسوليفان مؤسسة رابطة النقابات العمالية النسائية. عملت مع الاتحاد في العديد من الإجراءات الإصلاحية. ساعدت أيضًا العمال الصناعيين في العالم خلال إضراب لورانس للمنسوجات. أنهت في النهاية حياتها المهنية بالعمل كمفتشة لمجلس ماساتشوستس للعمل والصناعات، وهو المنصب الذي شغلته لمدة 20 عامًا.

## بداية حياتها
ولدت ماري كيني في هانيبال بولاية ميسوري لوالدين من المهاجرين الأيرلنديين. وصلت في تعليمها إلى الصف الرابع فقط لكنها استمرت لتتدرب كخياطة. عملت فترة عامين في الخياطة بدون أجر. بعد الخياطة تعلمت أوسوليفان تجارة ورش التجليد وأصبح مجلدة كتب بارعة. كانت هذه الخبرة وعملها المبكر في تجليد الكتب هو الذي قادها إلى فهم الحاجة إلى النقابات. انتقل أوسوليفان إلى شيكاغو في عام 1888، بسبب عملها على دعم والدتها. هناك واصلت حياتها المهنية في مجال التجليد، ولكن انضمت إلى الاتحاد المحلي الفيدرالي للسيدات رقم 2703 وبدأت تنظيمها النقابي بعنوان اتحاد تجليد الكتب للمرأة رقم 1، بهدف الحصول على الدعم لنفسها وللنساء الأخريات مثلها.
عاشت أثناء تنظيم العمل النسائي في هول هاوس. عند الاجتماع والتعرف على جين أدامز، حصلت على إذن لعقد اجتماعات نقابية في المنزل. في نهاية المطاف، أسست جمعيتها التعاونية الخاصة داخل المنزل خصيصًا للنساء اللواتي يتقاضين أجورًا منخفضة. أصبحت منظمتها النقابية جزءًا من الاتحاد الأمريكي للعمل ونتيجة لذلك تم انتخابها مندوبة إلى جمعية التجارة والعمل في شيكاغو. علاوة على ذلك، في عام 1892، أصبحت أول منظمة بأجر كامل في الاتحاد الأمريكي للعمل، حيث أتيحت لها الفرصة للسفر على نطاق واسع على الساحل الشرقي، وتنظيم عدد كبير من العمال.
في العام الذي تلا إنهاء عقدها، واصلت كيني العمل في منظمة العمل، خاصة مع فلورنس كيلي. عملت أيضًا على قانون حق المرأة في التصويت أثناء وجودها في شيكاغو، وهو مشروع قانون لم يتم الموافقة عليه للأسف.